# Nymphon gerlachi
Nymphon gerlachi är en havsspindelart som beskrevs av Giltay, L. 1935. Nymphon gerlachi ingår i släktet Nymphon och familjen Nymphonidae. Inga underarter finns listade i Catalogue of Life.